# Anthony Lagwen
Anthony Gaspar Lagwen (* 5. Juli 1967 in Tlawi, Tansania) ist ein tansanischer Geistlicher und römisch-katholischer Bischof von Mbulu.

## Leben
Anthony Lagwen empfing am 18. Oktober 1999 das Sakrament der Priesterweihe.
Am 22. Mai 2018 ernannte ihn Papst Franziskus zum Bischof von Mbulu. Der Erzbischof von Daressalam, Polycarp Kardinal Pengo, spendete ihm am 12. August desselben Jahres die Bischofsweihe; Mitkonsekratoren waren der Erzbischof von Arusha, Isaac Amani Massawe, und der Koadjutorerzbischof von Daressalam, Jude Thadaeus Ruwa’ichi OFMCap.